# Georg Schertz

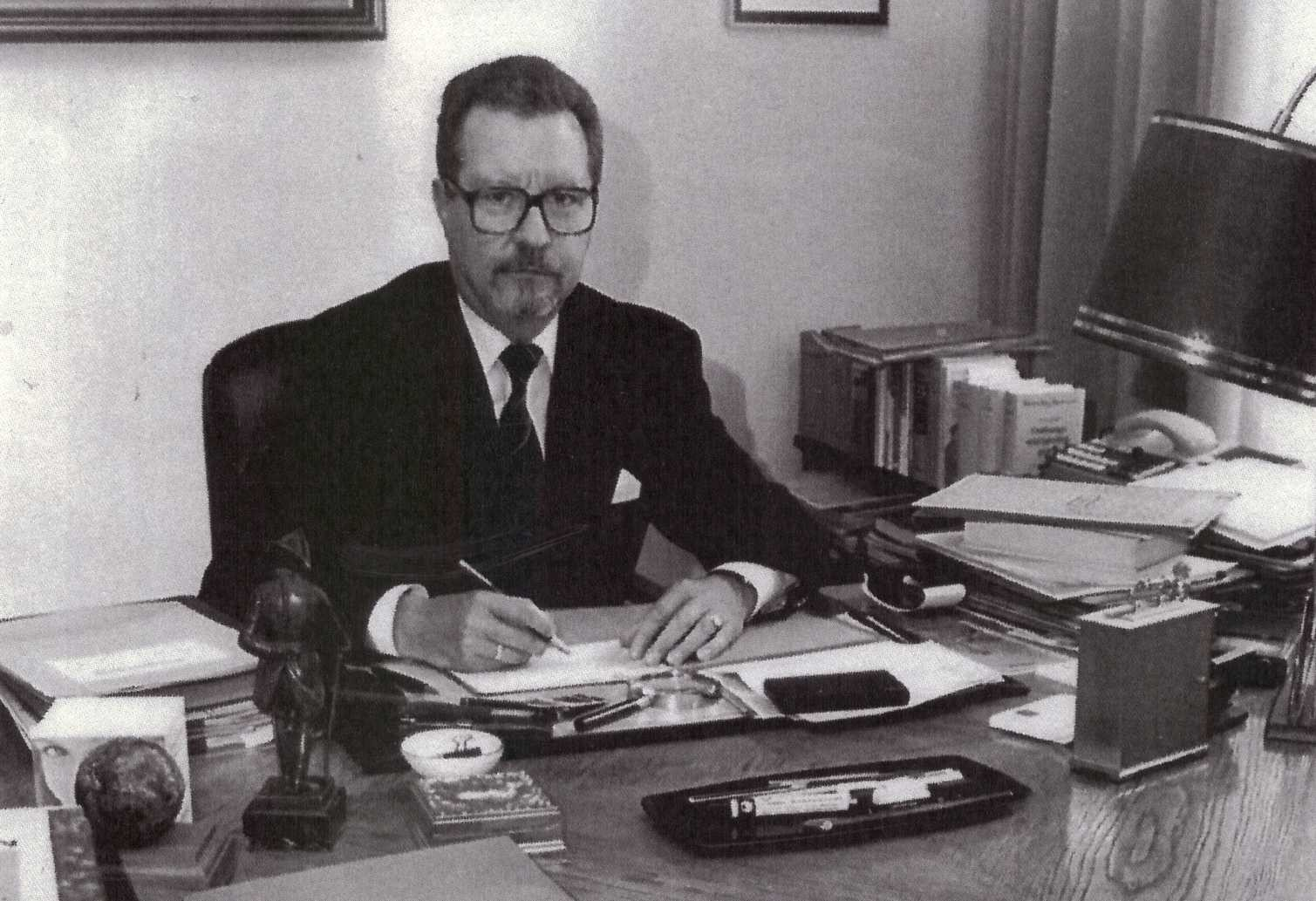
Georg Schertz (1987)

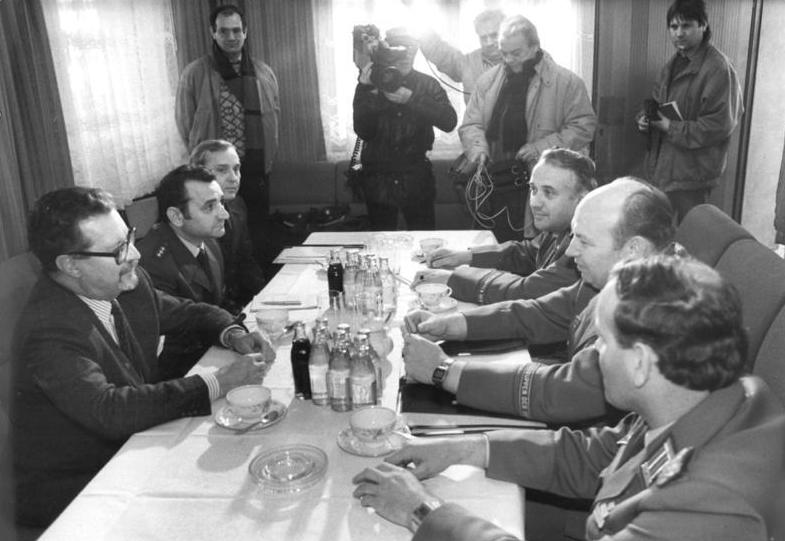
Georg Schertz (ganz links) mit Offizieren der Grenztruppen der DDR nach der Öffnung der Berliner Mauer im November 1989

Georg Schertz (* 24. April 1935 in Berlin) ist ein deutscher Jurist. Von 1987 bis 1992 war er Polizeipräsident in Berlin.

## Leben
Schertz hatte hugenottische Vorfahren und absolvierte ein Studium der Rechtswissenschaften in Berlin und war zunächst als Richter tätig. 1973 wurde er Vizepräsident des Amtsgerichts Tiergarten in Berlin und 1987 Polizeipräsident, zunächst von Berlin (West) und nach der Wiedervereinigung von ganz Berlin. Als US-Präsident Ronald Reagan im Juni 1987 nach Westberlin kam und seine Tear down this wall!-Rede hielt, ließ Schertz ganz Kreuzberg abriegeln. Im November 1990 war Schertz für die Organisation und Durchführung der Räumung der Mainzer Straße verantwortlich, die als einer der massivsten Polizeieinsätze Berlins in der Nachkriegszeit für Aufsehen sorgte und zum Ende des Senats Momper führte. Im Jahr 1992 trat er wegen Auseinandersetzungen mit dem damaligen Innensenator Dieter Heckelmann als Polizeipräsident zurück. Schertz geriet 2003 in Auseinandersetzungen mit seinem Nachfolger Dieter Glietsch, da dieser den Druck eines Interviews mit Schertz in der polizeiinternen Zeitschrift Kompass stoppen ließ.
Schertz ist Vorsitzender der Hinkeldey-Stiftung und gilt als Chronist und Kenner der Insel Schwanenwerder. Er ist der Vater des Rechtsanwalts Christian Schertz. Für sein ehrenamtliches Engagement und seine Leistungen im Zuge der Wiedervereinigung verlieh die Regierende Bürgermeisterin von Berlin Franziska Giffey Georg Schertz am 21. Dezember 2022 das Verdienstkreuz am Bande des Verdienstordens der Bundesrepublik Deutschland.